# Amtskette des Oberbürgermeisters von Leipzig

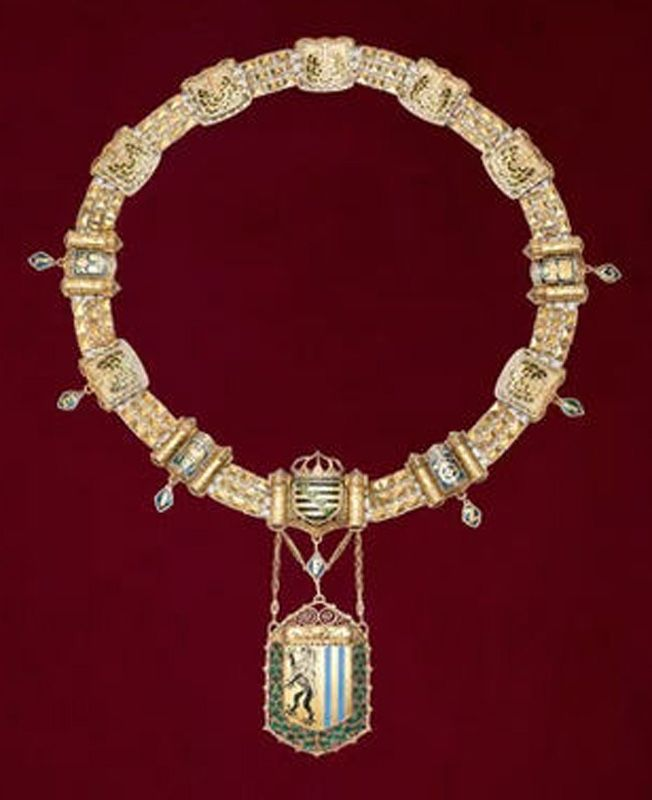
Amtskette des Leipziger Oberbürgermeisters

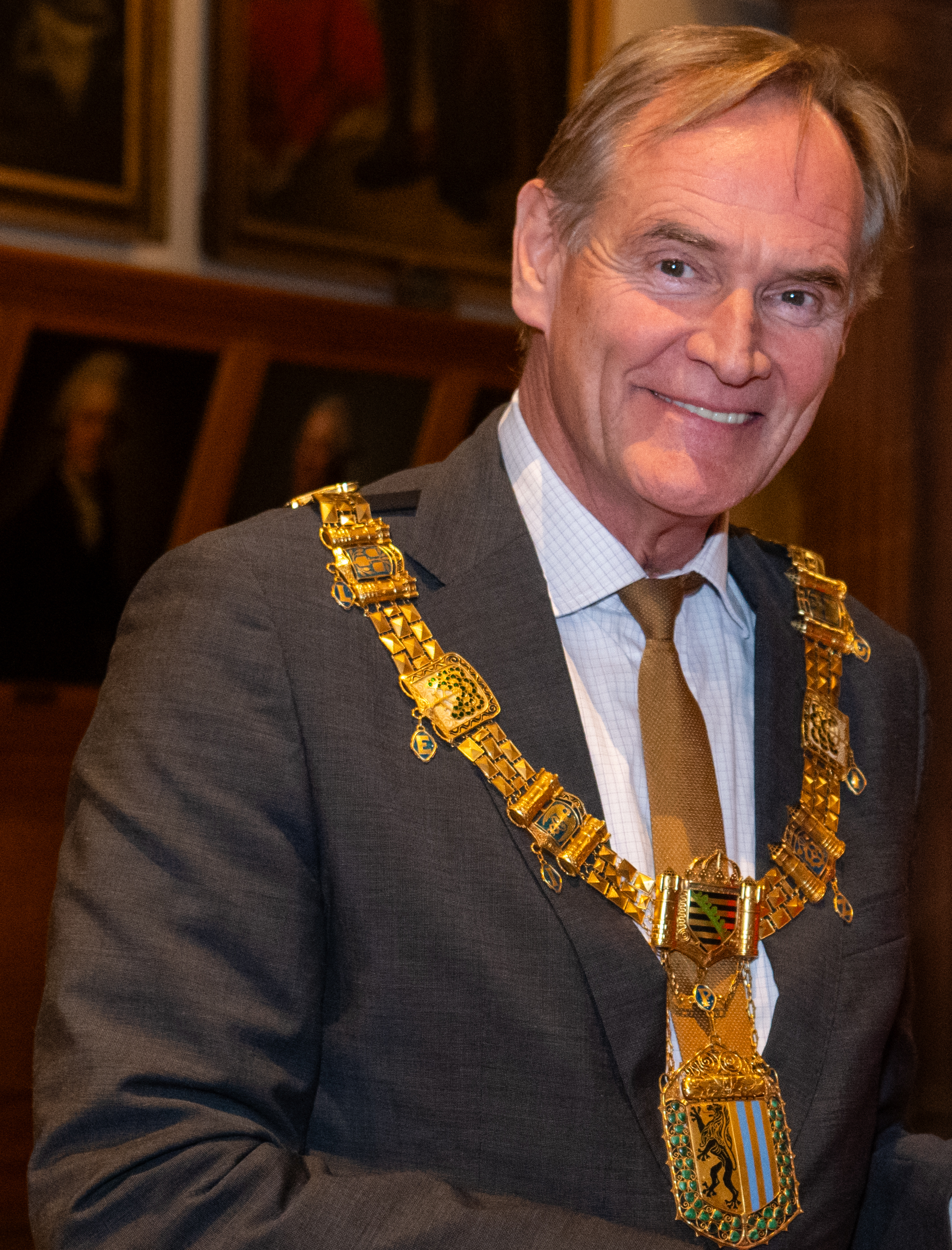
Oberbürgermeister Burkhard Jung mit der Amtskette bei der Verleihung des Luise-Otto-Peters-Preises 2024.

Die Amtskette des Oberbürgermeisters von Leipzig ist die zu besonderen Feierlichkeiten und repräsentativen Anlässen getragene Amtsinsigne des Oberbürgermeisters der Stadt Leipzig. Die Amtskette wird vom Stadtoberhaupt zumeist bei Empfängen für Staatsoberhäupter, Regierungschefs oder Botschafter im Neuen Rathaus, bei studentischen Immatrikulationsfeiern oder bei der Verleihung des Ehrenbürgerrechts getragen.

## Aussehen
Gefertigt wurde die Kette aus 18-karätigem Gold, Feingold, Emaille und Malachiten. Die Gestaltung der Amtskette basiert auf der künstlerischen Idee, eine turmbewehrte, schützende Stadtmauer darzustellen. Je zwölf aneinander gefügte  Kettensegmente, die ein dreireihiges Mauerwerk symbolisieren, verbinden die zwölf größeren Glieder. Vier dieser breiten Glieder zeigen Embleme für Kunst, Handel, Industrie und Wissenschaft. Die übrigen sieben sind mit einer stilisierten Linde geschmückt – dem für Leipzig typischen Baum. Die vorderen sieben Kettenglieder tragen kleine Anhänger mit einzelnen Buchstaben, die gemeinsam den Stadtnamen bilden.
Das zentrale Schild zeigt das bekrönte sächsische Wappen. Darunter hängt an Kettengliedern ein großes Medaillon mit dem Leipziger Stadtwappen, dass von 42 stilisierten Lindenblättern aus Malachiten umgeben ist. Für die Kette „von vollendeter Meisterschaft“ wurden fast zehntausend einzelne Teile verwendet. Sie wiegt rund 2.500 Gramm und hatte zur Herstellungszeit einen geschätzten Wert von etwa 15.000 Mark.

## Geschichte
Amtsketten von Bürgermeistern gelten seit jeher als Zeichen von Würde, Autorität und als Ausdruck des städtischen Wohlstands. Um 1900 hatte sich Leipzig zu einer führenden deutschen Großstadt entwickelt, und das aufstrebende Bildungsbürgertum strebte danach, den Glanz der Stadt auch nach außen sichtbar zu machen.
Nach intensiven Diskussionen im Leipziger Stadtrat über die Kosten, die Materialechtheit und den generellen Bedarf einer solchen Kette erhielt Stadtbaurat Otto Wilhelm Scharenberg den Auftrag, weitere Schritte einzuleiten.
Im Jahr 1904 präsentierte er den Stadtverordneten einen Entwurf des Leipziger Juweliers Heinrich Schneider. Dieser wurde jedoch abgelehnt, da er als zu kostspielig galt. Im Jahr 1909 schenkte  der Geheime Kommerzienrat Gustav Philipp dem damaligen Oberbürgermeister Rudolf Dittrich das noch heute existierende, kunstvoll gearbeitete Schmuckstück. Gefertigt wurde es vom Darmstädter Goldschmied Ernst Riegel, der von 1906 bis 1912 Mitglied der renommierten Künstlerkolonie in Darmstadt war – einem führenden Zentrum des Jugendstils.
Am 17. Juni 1910 erteilte Seine Majestät Friedrich August III. „allergnädigst“ die Genehmigung, dass der Oberbürgermeister die Kette tragen dürfe – einschließlich des sächsischen Wappens und der Krone an der Kette selbst.
Die Amtskette wurde zunächst bis zum Ersten Weltkrieg benutzt und entging knapp der Goldsammlung der Reichsbank. Edelmetalle waren kriegswichtig um im Ausland papiergeldfrei wichtige Güter zu beschaffen. Die Amtskette entging diesem Schicksal, da sie auf einer Ausstellung des Deutschen Werkbundes in Basel ausgestellt war. 1938 wurde sie dem Stadtgeschichtlichen Museum übergeben. Erst kurz vor 1989 wurde die Amtskette von 1910 wieder genutzt.
Wenn sie nicht vom Oberbürgermeister getragen wird, ist sie neben der nicht mehr genutzten Kette des Stadtverordnetenvorstehers in der ständigen Ausstellung im Stadtgeschichtlichen Museum im Alten Rathaus zu sehen. Seit 2023 verwahrt sie das Museum jedoch im Depot, da aus Sicherheitsgründen eine neue Vitrine angefertigt werden müsse. Ursprünglich lagerte sie in einem Etui aus cremefarbenen Schweinsleder, dessen Deckelschmuck ebenfalls von Riegel entworfen wurde. Es zeigt einen goldenen Lindenbaum, der an seinen Wurzeln die Jahreszahl 1910 trägt, innerhalb eines ovalen, goldenen Zickzackmusters.

## Trivia
Im Jahr 1937 ließen die Nationalsozialisten drei weitere Amtsketten anfertigen. Eine für den Oberbürgermeister, für den Ratsvorsteher und den Stadtkämmerer, später getragen von Kurt Lisso. Letztere wurde 2017 im Internet zum Verkauf angeboten. Die aus Silber gefertigte, etwa 600 Gramm schwere Kette, sei 1945 von einem Soldaten der 69. US-Infanteriedivision entwendet und in einem Feldpostpäckchen nach Hause geschickt worden. Das „kriegsbedingt verbrachte Kulturgut“ sollte mit der Unterstützung der Behörden der Vereinigten Staaten von Amerika nach Leipzig zurückgeholt werden.